# Musée slovaque des techniques
Le musée slovaque des techniques (en slovaque : Slovenské technické múzeum, abrégé en STM) est un musée implanté sur la rue Hlavná dans la ville de Košice à l'est de la Slovaquie mais possède également des succursales dans toute la Slovaquie.

## Histoire
Il fut fondé en 1947 et ouvert au public en 1948 sous le nom de « Musée des techniques » (slovaque : Technické múzeum). Il fut renommé en 1983 en « Musée slovaque des techniques ».

## Expositions
Le musée présente une collection d'objets qui décrivent l'histoire des techniques à partir du XVIIIe siècle, notamment dans le domaine du travail des métaux, de l'extraction minière, de l'horlogerie, de la physique et de la chimie.
À Košice, le planétarium et le musée de l'aviation y sont associés ainsi que huit autres expositions décentralisés à :
- Prešov - Solivar ;
- Vlachovo - Haut fourneau ;
- Medzev - Ferronnerie ;
- Moldava nad Bodvou ;
- Spišská Belá - Musée de J.M. Petzval ;
- Budimír - Manoir, collection de pièces d'horlogerie ;
- Bratislava - Musée des transports (principalement ferroviaire).